# サーボ系
サーボ系（サーボけい）は、物体の位置、方位、姿勢など（機械量）を制御量とし、目標値の任意の変化に追従するように構成された制御系。機械制御ともいう。
サーボ系を構成する際に、まず望まれることは、目標値への追従であるが、さらなる要求として、外乱や制御対象のモデル化誤差などを含む場合にも誤差無く追従できるような設計が要求される。例えば、ステップ状（定値）目標値への追従を考えた場合、誤差の積分をフィードバックする機構を制御器内に持たせれば外乱の影響などを取り除けることが知られている（Ｉ型サーボ）。